# 佐藤好信
佐藤 好信（さとう よしのぶ）は、戦国時代から安土桃山時代にかけての武将。

## 生涯
明応元年（1492年）、岩城氏家臣・佐藤盛信の子として生まれる。
佐藤氏は岩崎郡船尾（現：いわき市常磐関船町・常磐下船尾町）領主で、南北朝時代から岩城氏に仕え、自らを源義経の家臣として名高い佐藤忠信の末裔と称していた。
好信は天文年間に岩城家を離れて相馬顕胤に仕え、標葉郡山田（現：双葉郡双葉町）と行方郡大亀・萱浜・雫（現：南相馬市原町区）の4か村に所領を与えられる。相馬家に移った好信は、天文の乱などで武功を挙げ、顕胤の子・盛胤の代には軍奉行を務め、宇多郡内の6か村（磯部・蒲庭・柚木・日下石・立谷・富沢、現：相馬市）を加増されて磯部城主となり、長男の清信に行方郡の3か村を分与している。また、二男の為信は伊達氏との合戦で武功を挙げ、相馬方が奪取した小斎城の城代に任命された。
ところが、好信を妬んだ桑折（郡）左馬助という者が盛胤に讒言したため、好信は軍奉行を罷免されたうえ、知行地のうち3か村を左馬助に奪われた。さらに左馬助は好信の所領を侵して横暴な振舞いを重ねたため、好信は左馬助に復讐しようと計画したが、老身のために果たせず煩悶の内に病の床に伏したという。
天正7年（1579年）2月10日死去。享年88。
為信は父の怨みを晴らす為に伊達輝宗に内応し、天正9年（1581年）に小斎城へ援軍として派遣された左馬助を斬殺して城ごと伊達方に寝返り、以後は伊達氏に仕えた。一方、清信は弟の謀叛に同調せず引き続き相馬氏に仕え、天正18年（1590年）4月23日に新地における伊達軍との合戦で討死している。